# زيلكو رازناتوفيتش
زيلكو رازناتوفيتش (17 أبريل 1950 - 15 يناير 2000) الملقب باسم "أركان" قائد ميليشيا تطوعية صربية أثناء حروب يوغوسلافيا ، تلك القوات المعروفة أيضا باسم نمور أركان اتهمت بارتكاب أفظع جرائم الحرب باقليم كوسوفو ضد الأغلبية الألبانية . كان على قائمة المطلوبين لدى الإنتربول في السبعينيات والثمانينيات بتهمة السطو والقتل التي ارتكبت في عدد من البلدان في جميع أنحاء أوروبا، ووجهت إليه المحكمة الجنائية الدولية ليوغوسلافيا فيما بعد تهمة ارتكاب جرائم ضد الإنسانية لدوره خلال الحروب وأحد ستة أشخاص أدانتهم محكمة جرائم الحرب الدولية في لاهاي لدورهم في الحرب، تم اغتياله في أوائل شهر يناير 2000 ، قبل أن تتم محاكمته.

## نشأته
ولد زيليكو رازناتوفيتش في بلدة السلوفينية صغيرة من برجيتسي يوم 17 أبريل عام 1950، وهي بلدة حدودية صغيرة في ستيريا السلوفينية ، جمهورية يوغوسلافيا الاتحادية. كان والده، فيليكو راناتوفيتش، ضابطًا في سلاح الجو اليوغوسلافي التابع للرابطة الاشتراكية السوفياتية، وحصل على مرتبة عالية لمشاركته البارزة في الحرب العالمية الثانية على الجانب الحزبي، وكان متمركزًا في ستيريا السلوفينية وقت مولد زيليكو.
أمضى زيليكو جزءًا من طفولته في زغرب (جمهورية كرواتيا الاشتراكية) و بانتشيفو (جمهورية صربيا الاشتراكية) ، قبل أن تنقل وظيفة والده في نهاية المطاف إلى العاصمة اليوغسلافية بلغراد ، ونشأ مع ثلاث شقيقات أكبر منه سنًا في منزل أبوي وعسكري صارم، وُلد والده في سيتينيي (جمهورية الجبل الأسود) ، وهو أحد أحفاد جماعة الأخوة راناتوفيتش، وشارك في التحرير اليوغوسلافي لبريشتينا (كوسوفو) في الحرب العالمية الثانية.
أصبح زيلكو في شبابه يطمح إلى أن يصبح طيارًا مثل والده، بدا أنه لم يكن هناك سوى القليل من الوقت الذي يمكن فيه إنشاء رابطة بين الأب ,ابناءه، عندما انفصل والدا زيلكو رازناتوفيتش في النهاية خلال سنوات مراهقته.

## اغتياله
تم اغتيال زيلكو رازناتوفيتش يوم السبت 15 يناير 2000 في بهو فندق كراون بلازا بلغراد ، وهو موقع كان محاطًا بنزلاء الفندق الآخرين. القاتل ، دوبروساف جافريتش ، وهو عضو في اللواء المتنقل للشرطة يبلغ من العمر 23 عامًا ، كان له صلات بالعالم السفلي وكان في إجازة مرضية في ذلك الوقت. سار بمفرده نحو هدفه من الخلف. كان زيلكو راينتوفيتش جالسًا ويتحدث مع صديقين ، ووفقًا لراديو بي بي سي ، كان يملأ قسيمة مراهنة. انتظر دوبروساف جافريتش لبضع دقائق ، وسار بهدوء خلف الحفلة ، وأطلق بسرعة سلسلة متوالية من الرصاص من مسدس زاستافا سي زي 99. أصيب زيلكو رازناتوفيتش برصاصة في عينه اليسرى ودخل في غيبوبة على الفور. وضعه حارسه الشخصي زفونكو ماتوفيتش في سيارة ونقله على وجه السرعة إلى المستشفى ؛ إلا انه مات في الطريق.

## طالع
- هايدوك فيليكو